# بوب تورنر (لاعب هوكي جليد)
بوب تورنر هو لاعب هوكي جليد كندي، ولد في 31 يناير 1934 في ريجاينا في كندا، وتوفي في 7 فبراير 2005.

## وصلات خارجية
- بوب تورنر على موقع دوري الهوكي الوطني (الإنجليزية)
- بوب تورنر على موقع EliteProspects.com (الإنجليزية)
- بوب تورنر على موقع HockeyDB.com (الإنجليزية)
- بوب تورنر على موقع Hockey-Reference.com (الإنجليزية)